# Lev Giltsov
 (août 2018).
Lev Giltsov, né le 2 février 1928 à Nakhabino (en) et mort le 28 février 1996 à Moscou, est un sous-marinier soviétique. Il a entre autres servi sur le sous-marin soviétique K-3 Leninsky Komsomol.

## Biographie
Son père est mort au front durant la Seconde Guerre mondiale, sa mère était cuisinière. Son frère est également marin. En 1941, il s'inscrit à l'École secondaire navale de Moscou à 13 ans. Durant la guerre, les cours ont été annulés et ont repris en 1943-1944 à Kouibychev. En 1944, les cours sont transférés à Leningrad. De 1945 à 1949, il suit l'enseignement de l'École navale de la mer Caspienne à Bakou de laquelle il sortira 39e sur 500. À la fin de ses études, il est nommé navigateur à bord d'un sous marin de poche dans la Flotte de la mer Noire a Balaklava en Crimée.
Il se marie à Lydia, une ancienne camarade de classe, qui deviendra professeur de géographie.

## Carrière militaire
Au début des années 1950, il est nommé instructeur sur un submersible de la dernière génération : "Projet 613". Durant l'été 1954, il sert comme second à bord du S61. Dans la même année, il est nommé second du premier sous-marin nucléaire soviétique. Le 2 octobre 1954, il se rend à la centrale nucléaire d'Obninsk afin de mettre en place une formation pour les futurs officiers du sous-marin. À la fin de l'année 1959, il devient commandant du sous-marin soviétique K-3 Leninsky Komsomol. Il sera à la tête du bâtiment lors de sa mission sous la banquise Arctique jusqu'au Pôle Nord en 1962.
Il est décoré du titre de Héros de l'Union soviétique avec remise de la médaille Étoile d'or et de l'ordre de Lénine lors de son retour par Nikita Khrouchtchev.